# Rally de Europa Central de 2023
El Rally de Europa Central de 2023, oficialmente 1. Central European Rally, fue la primera edición y la decimosegunda ronda de la temporada 2023 del Campeonato Mundial de Rally. Se celebró del 25 al 29 de octubre y contó con un itinerario de dieciocho tramos sobre asfalto que sumaban un total de 310,01 km cronometrados.
Este es el primer rally en la historia del Campeonato Mundial de Rally en celebrarse en tres países diferentes, la sede del rally está ubicada en la ciudad de Passau. El shakedown se realizó en Tittling y los primeros dos días de competición fueron realizados en la República Checa, el tercer y cuarto día fueron disputados entre Alemania y Austria. 
El ganador de la prueba fue el Thierry Neuville quien consiguió su segunda victoria de la temporada y decimonovena de su carrera en la edición inaugural de este rally, el nuevo bicampeón mundial Kalle Rovanperä terminó en la segunda posición y el estonio Ott Tänak aprovecho los contratiempos de sus rivales a lo largo de la prueba para volver a subir al podio. Con el segundo puesto conseguido y los pocos puntos sumados por su compañero de equipo y rival por el título, Elfyn Evans, Kalle Rovanperä se consagró bicampeón del mundo a falta de una fecha para terminar el campeonato, mientras que el Toyota Gazoo Racing WRT consiguió el título de constructores.
En el WRC-2, el ganador de la prueba fue el francés Nicolas Ciamin quien consiguió su primer triunfo en la categoría impulsado por el problema técnico que tuvo el líder de la prueba Emil Lindholm antes del comienzo del último día de competición. La segunda posición fue para el checo Erik Cais y el último escalón del podio le perteneció al polaco Kajetan Kajetanowicz. En cuanto a la lucha por el título, con la victoria en el power stage de Andreas Mikkelsen y el séptimo puesto de Gus Greensmith, el noruego ya no pudo ser derrotado matemáticamente. Aunque empatados en puntos, se desempataba por cantidad de victorias y el escandinavo sumo tres, una más que su homólogo inglés. Suficiente para asegurar su segunda corona en el WRC-2 en tres años.
En el WRC-3, el checo Filip Kohn se alzo con la victoria, su primera en la categoría, el alemán Fabio Schwarz terminó en la segunda posición, mientras que el croata Martin Ravenščak se quedo con la ultima posición del podio.  

## Lista de inscritos
| Num.                       | Piloto                   | Copiloto                   | Equipo                           | Automóvil              | Neu. |
| -------------------------- | ------------------------ | -------------------------- | -------------------------------- | ---------------------- | ---- |
| 3                          | Teemu Suninen            | Mikko Markkula             | Hyundai Shell Mobis WRT          | Hyundai i20 N Rally1   | P    |
| 4                          | Esapekka Lappi           | Janne Ferm                 | Hyundai Shell Mobis WRT          | Hyundai i20 N Rally1   | P    |
| 7                          | Pierre-Louis Loubet      | Benjamin Veillas           | M-Sport Ford WRT                 | Ford Puma Rally1       | P    |
| 8                          | Ott Tänak                | Martin Järveoja            | M-Sport Ford WRT                 | Ford Puma Rally1       | P    |
| 11                         | Thierry Neuville         | Martijn Wydaeghe           | Hyundai Shell Mobis WRT          | Hyundai i20 N Rally1   | P    |
| 13                         | Grégoire Munster         | Louis Louka                | M-Sport Ford WRT                 | Ford Puma Rally1       | P    |
| 17                         | Sébastien Ogier          | Vincent Landais            | Toyota Gazoo Racing WRT          | Toyota GR Yaris Rally1 | P    |
| 18                         | Takamoto Katsuta         | Aaron Johnston             | Toyota Gazoo Racing WRT          | Toyota GR Yaris Rally1 | P    |
| 33                         | Elfyn Evans              | Scott Martin               | Toyota Gazoo Racing WRT          | Toyota GR Yaris Rally1 | P    |
| 69                         | Kalle Rovanperä          | Jonne Halttunen            | Toyota Gazoo Racing WRT          | Toyota GR Yaris Rally1 | P    |
| World Rally Championship 2 |                          |                            |                                  |                        |      |
| 20                         | Andreas Mikkelsen        | Torstein Eriksen           | Toksport WRT 3                   | Škoda Fabia RS Rally2  | P    |
| 21                         | Yohan Rossel             | Arnaud Dunand              | PH Sport                         | Citroën C3 Rally2      | P    |
| 22                         | Gus Greensmith           | Jonas Andersson            | Toksport WRT 3                   | Škoda Fabia RS Rally2  | P    |
| 23                         | Sami Pajari              | Enni Mälkönen              | Toksport WRT 2                   | Škoda Fabia RS Rally2  | P    |
| 25                         | Nikolay Gryazin          | Konstantin Aleksandrov     | Toksport WRT 2                   | Škoda Fabia RS Rally2  | P    |
| 26                         | Kajetan Kajetanowicz     | Maciej Szczepaniak         | Kajetan Kajetanowicz             | Škoda Fabia RS Rally2  | P    |
| 27                         | Emil Lindholm            | Reeta Hämäläinen           | Hyundai Motorsport N             | Hyundai i20 N Rally2   | P    |
| 28                         | Mikołaj Marczyk          | Daniel Dymurski            | Mikołaj Marczyk                  | Škoda Fabia RS Rally2  | P    |
| 29                         | Lauri Joona              | Tuukka Shemeikka           | Lauri Joona                      | Škoda Fabia RS Rally2  | P    |
| 30                         | Georg Linnamäe           | James Morgan               | Georg Linnamäe                   | Hyundai i20 N Rally2   | P    |
| 31                         | Erik Cais                | Daniel Trunkát             | Erik Cais                        | Škoda Fabia RS Rally2  | P    |
| 32                         | Josh McErlean            | James Fulton               | Motorsport Ireland Rally Academy | Hyundai i20 N Rally2   | P    |
| 34                         | Fabrizio Zaldivar        | Marcelo Der Ohannesian     | Hyundai Motorsport N             | Hyundai i20 N Rally2   | P    |
| 35                         | Alejandro Cachón         | Alejandro López            | Alejandro Cachón                 | Citroën C3 Rally2      | P    |
| 36                         | Nicolas Ciamin           | Yannick Roche              | Nicolas Ciamin                   | Škoda Fabia RS Rally2  | P    |
| 37                         | Roope Korhonen           | Anssi Viinikka             | Roope Korhonen                   | Škoda Fabia Rally2 evo | P    |
| 38                         | Jan Skála                | Jiří Skořepa               | Jan Skála                        | Hyundai i20 N Rally2   | P    |
| 39                         | Simon Wagner             | Gerald Winter              | Simon Wagner                     | Škoda Fabia RS Rally2  | P    |
| 40                         | Matteo Gamba             | Nicolò Gonella             | Matteo Gamba                     | Škoda Fabia RS Rally2  | P    |
| 41                         | Adam Březík              | Ondřej Krajča              | Adam Březík                      | Škoda Fabia Rally2 evo | P    |
| 44                         | Štěpán Vojtěch           | Michal Ernst               | Štěpán Vojtěch                   | Škoda Fabia R5         | P    |
| 45                         | Alberto de Thurn y Taxis | Jara Hain                  | Alberto de Thurn y Taxis         | Škoda Fabia RS Rally2  | P    |
| 46                         | Martin Roßgatterer       | Jürgen Heigl               | Martin Roßgatterer               | Škoda Fabia Rally2 evo | P    |
| 47                         | Michal Horák             | Ivan Horák                 | Michal Horák                     | Škoda Fabia R5         | P    |
| 48                         | Armin Kremer             | Ella Kremer                | Armin Kremer                     | Škoda Fabia RS Rally2  | P    |
| 49                         | Johannes Keferböck       | Ilka Minor                 | Johannes Keferböck               | Škoda Fabia RS Rally2  | P    |
| 50                         | Osamu Fukunaga           | Misako Saida               | Osamu Fukunaga                   | Škoda Fabia RS Rally2  | P    |
| 51                         | Eamonn Boland            | Michael Joseph Morrissey   | Eamonn Boland                    | Citroën C3 Rally2      | P    |
| 52                         | Miguel Díaz-Aboitiz      | Rodrigo Sanjuan de Eusebio | Miguel Díaz-Aboitiz              | Škoda Fabia RS Rally2  | P    |
| 53                         | Filippo Marchino         | Pietro Ometto              | Filippo Marchino                 | Škoda Fabia R5         | P    |
| 54                         | Henk Vossen              | Radboud van Hoek           | Henk Vossen                      | Ford Fiesta Rally2     | P    |
| World Rally Championship 3 |                          |                            |                                  |                        |      |
| 55                         | Filip Kohn               | Tom Woodburn               | Filip Kohn                       | Ford Fiesta Rally3     | P    |
| 56                         | Fabio Schwarz            | Bernhard Ettel             | Fabio Schwarz                    | Ford Fiesta Rally3     | P    |
| 57                         | Martin Ravenščak         | Dora Ravenščak             | Marin Ravenščak                  | Ford Fiesta Rally3     | P    |
| Fuente: ewrc-results.com   |                          |                            |                                  |                        |      |

## Itinerario
| Día                      | Tramo | Nombre                           | Distancia | Ganador de la etapa | Automóvil              | Tiempo  | Líder de la general |
| ------------------------ | ----- | -------------------------------- | --------- | ------------------- | ---------------------- | ------- | ------------------- |
| Día 1 (25 de octubre)    | -     | Tittling (Shakedown)             | 3.62 km   | Thierry Neuville    | Hyundai i20 N Rally1   | 1:57.5  | -                   |
| Día 2 (26 de octubre)    | SS1   | Velká Chuchle                    | 2.55 km   | Ott Tänak           | Ford Puma Rally1       | 1:51.2  | Ott Tänak           |
| Día 2 (26 de octubre)    | SS2   | Klatovy                          | 8.92 km   | Thierry Neuville    | Hyundai i20 N Rally1   | 4:14.7  | Thierry Neuville    |
| Día 3 (27 de octubre)    | SS3   | Vlachovo Březí 1                 | 13.66 km  | Kalle Rovanperä     | Toyota GR Yaris Rally1 | 7:08.2  | Thierry Neuville    |
| Día 3 (27 de octubre)    | SS4   | Zvotoky 1                        | 23.81 km  | Kalle Rovanperä     | Toyota GR Yaris Rally1 | 12:30.8 | Kalle Rovanperä     |
| Día 3 (27 de octubre)    | SS5   | Šumavské Hoštice 1               | 23.43 km  | Kalle Rovanperä     | Toyota GR Yaris Rally1 | 13:13.5 | Kalle Rovanperä     |
| Día 3 (27 de octubre)    | SS6   | Vlachovo Březí 2                 | 13.66 km  | Elfyn Evans         | Toyota GR Yaris Rally1 | 7:15.0  | Kalle Rovanperä     |
| Día 3 (27 de octubre)    | SS7   | Zvotoky 2                        | 23.81 km  | Kalle Rovanperä     | Toyota GR Yaris Rally1 | 12:55.5 | Kalle Rovanperä     |
| Día 3 (27 de octubre)    | SS8   | Šumavské Hoštice 2               | 23.43 km  | Thierry Neuville    | Hyundai i20 N Rally1   | 13:46.5 | Kalle Rovanperä     |
| Día 4 (28 de octubre)    | SS9   | Schärdinger Innviertel 1         | 15.72 km  | Elfyn Evans         | Toyota GR Yaris Rally1 | 8:17.4  | Kalle Rovanperä     |
| Día 4 (28 de octubre)    | SS10  | Mühltal 1                        | 27.15 km  | Thierry Neuville    | Hyundai i20 N Rally1   | 16:06.7 | Kalle Rovanperä     |
| Día 4 (28 de octubre)    | SS11  | Knaus Tabbert Bayerischer Wald 1 | 11.88 km  | Thierry Neuville    | Hyundai i20 N Rally1   | 7:38.4  | Thierry Neuville    |
| Día 4 (28 de octubre)    | SS12  | Schärdinger Innviertel 2         | 15.72 km  | Sébastien Ogier     | Toyota GR Yaris Rally1 | 8:15.0  | Thierry Neuville    |
| Día 4 (28 de octubre)    | SS13  | Mühltal 2                        | 27.15 km  | Sébastien Ogier     | Toyota GR Yaris Rally1 | 16:24.2 | Thierry Neuville    |
| Día 4 (28 de octubre)    | SS14  | Knaus Tabbert Bayerischer Wald 2 | 11.88 km  | Kalle Rovanperä     | Toyota GR Yaris Rally1 | 8:04.5  | Thierry Neuville    |
| Día 5 (29 de octubre)    | SS15  | Böhmerwald 1                     | 17.25 km  | Sébastien Ogier     | Toyota GR Yaris Rally1 | 8:14.4  | Thierry Neuville    |
| Día 5 (29 de octubre)    | SS16  | Passauer Land 1                  | 16.37 km  | Elfyn Evans         | Toyota GR Yaris Rally1 | 8:36.5  | Thierry Neuville    |
| Día 5 (29 de octubre)    | SS17  | Böhmerwald 2                     | 17.25 km  | Sébastien Ogier     | Toyota GR Yaris Rally1 | 8:11.1  | Thierry Neuville    |
| Día 5 (29 de octubre)    | SS18  | Passauer Land 2 (Power Stage)    | 16.37 km  | Elfyn Evans         | Toyota GR Yaris Rally1 | 8:42.3  | Thierry Neuville    |
| Fuente: ewrc-results.com |       |                                  |           |                     |                        |         |                     |

### Power stage
El power stage fue un tramo de 16.37 km al final del rally. Se otorgaron puntos adicionales a los cinco más rápidos.
| Pos. | Piloto           | Copiloto         | Coche                  | Equipo                  | Tiempo | Puntos |
| ---- | ---------------- | ---------------- | ---------------------- | ----------------------- | ------ | ------ |
| 1    | Elfyn Evans      | Scott Martin     | Toyota GR Yaris Rally1 | Toyota Gazoo Racing WRT | 8:42.3 | 5      |
| 2    | Thierry Neuville | Martijn Wydaeghe | Hyundai i20 N Rally1   | Hyundai Shell Mobis WRT | +3.5   | 4      |
| 3    | Sébastien Ogier  | Vincent Landais  | Toyota GR Yaris Rally1 | Toyota Gazoo Racing WRT | +4.9   | 3      |
| 4    | Takamoto Katsuta | Aaron Johnston   | Toyota GR Yaris Rally1 | Toyota Gazoo Racing WRT | +6.2   | 2      |
| 5    | Ott Tänak        | Martin Järveoja  | Ford Puma Rally1       | M-Sport Ford WRT        | +7.4   | 1      |

## Clasificación final
| World Rally Championship   | World Rally Championship | World Rally Championship | World Rally Championship | World Rally Championship | World Rally Championship | World Rally Championship | World Rally Championship |
| Pos.                       | Piloto                   | Copiloto                 | Automóvil                | Equipo                   | Neumático                | Tiempo                   | Puntos                   |
| -------------------------- | ------------------------ | ------------------------ | ------------------------ | ------------------------ | ------------------------ | ------------------------ | ------------------------ |
| 1                          | Thierry Neuville         | Martijn Wydaeghe         | Hyundai i20 N Rally1     | Hyundai Shell Mobis WRT  | P                        | 2:52:39.9                | 25                       |
| 2                          | Kalle Rovanperä          | Jonne Halttunen          | Toyota GR Yaris Rally1   | Toyota Gazoo Racing WRT  | P                        | +57.6                    | 18                       |
| 3                          | Ott Tänak                | Martin Järveoja          | Ford Puma Rally1         | M-Sport Ford WRT         | P                        | +1:52.8                  | 15                       |
| 4                          | Sébastien Ogier          | Vincent Landais          | Toyota GR Yaris Rally1   | Toyota Gazoo Racing WRT  | P                        | +2:08.6                  | 12                       |
| 5                          | Takamoto Katsuta         | Aaron Johnston           | Toyota GR Yaris Rally1   | Toyota Gazoo Racing WRT  | P                        | +2:48.3                  | 10                       |
| 6                          | Teemu Suninen            | Mikko Markkula           | Hyundai i20 N Rally1     | Hyundai Shell Mobis WRT  | P                        | +3:06.3                  | 8                        |
| 7                          | Grégoire Munster         | Louis Louka              | Ford Puma Rally1         | M-Sport Ford WRT         | P                        | +4:22.3                  | 6                        |
| 8                          | Adrien Fourmaux          | Alexandre Coria          | Ford Fiesta Rally2       | M-Sport Ford WRT         | P                        | +11:35.8                 | 4                        |
| 9                          | Nicolas Ciamin           | Yannick Roche            | Škoda Fabia RS Rally2    | Nicolas Ciamin           | P                        | +11:53.1                 | 2                        |
| 10                         | Pierre-Louis Loubet      | Benjamin Veillas         | Ford Puma Rally1         | M-Sport Ford WRT         | P                        | +12:04.3                 | 1                        |
| World Rally Championship 2 |                          |                          |                          |                          |                          |                          |                          |
| 1 (9.)                     | Nicolas Ciamin           | Yannick Roche            | Škoda Fabia RS Rally2    | Nicolas Ciamin           | P                        | 3:04:33.0                | 25                       |
| 2 (11.)                    | Erik Cais                | Daniel Trunkát           | Škoda Fabia RS Rally2    | Erik Cais                | P                        | +32.7                    | 18                       |
| 3 (12.)                    | Kajetan Kajetanowicz     | Maciej Szczepaniak       | Škoda Fabia RS Rally2    | Kajetan Kajetanowicz     | P                        | +2:06.9                  | 15                       |
| 4 (14.)                    | Gus Greensmith           | Jonas Andersson          | Škoda Fabia RS Rally2    | Toksport WRT 3           | P                        | +3:01.6                  | 12                       |
| 5 (15.)                    | Mikołaj Marczyk          | Daniel Dymurski          | Škoda Fabia RS Rally2    | Mikołaj Marczyk          | P                        | +3:34.5                  | 10                       |
| 6 (16.)                    | Nikolay Gryazin          | Konstantin Aleksandrov   | Škoda Fabia RS Rally2    | Toksport WRT 2           | P                        | +3:59.0                  | 8                        |
| 7 (17.)                    | Simon Wagner             | Gerald Winter            | Škoda Fabia RS Rally2    | Simon Wagner             | P                        | +4:31.1                  | 6                        |
| 8 (18.)                    | Adam Březík              | Ondřej Krajča            | Škoda Fabia Rally2 evo   | Adam Březík              | P                        | +5:22.0                  | 4                        |
| 9 (19.)                    | Fabrizio Zaldivar        | Marcelo Der Ohannesian   | Hyundai i20 N Rally2     | Hyundai Motorsport N     | P                        | +7:40.8                  | 2                        |
| 10 (20.)                   | Armin Kremer             | Ella Kremer              | Škoda Fabia RS Rally2    | Armin Kremer             | P                        | +9:35.0                  | 1                        |
| World Rally Championship 3 |                          |                          |                          |                          |                          |                          |                          |
| 1 (24.)                    | Filip Kohn               | Tom Woodburn             | Ford Fiesta Rally3       | Filip Kohn               | P                        | 3:23:04.4                | 25                       |
| 2 (51.)                    | Fabio Schwarz            | Bernhard Ettel           | Ford Fiesta Rally3       | Fabio Schwarz            | P                        | +1:01:31.0               | 18                       |
| 3 (53.)                    | Martin Ravenščak         | Dora Ravenščak           | Ford Fiesta Rally3       | Martin Ravenščak         | P                        | +1:52:39.4               | 15                       |
| Fuente: ewrc-results.com   |                          |                          |                          |                          |                          |                          |                          |